# Philippe Delaby
Philippe Delaby (Doornik, 21 januari 1961 – 29 januari 2014) was een Belgisch striptekenaar.

## Biografie
Philippe Delaby had als kind al een passie voor tekenen. Hij las thuis de kuifje en was vooral geïnteresseerd in verhalen uit de geschiedenis. Zijn voorbeelden op stripgebied waren Hergé, Edgar P. Jacobs en Jacques Martin.
Philippe Delaby startte met modeltekenen op de École des Beaux-Arts in Doornik, waarna hij drukkunst en typografie studeerde. Hij begon met het maken van illustraties voor het weekblad Kuifje, alvorens historische strips te tekenen in samenwerking met scenarist Yves Duval. Zijn bekendste werken zijn Murena en De Klaagzang van de Verloren Gewesten. Met de reeks Murena heeft Delaby meerdere prijzen gewonnen. Deze serie valt op door de realistische weergave van Rome en de vele extra historische informatie die erin verwerkt is. In 2014 stierf Delaby plotseling als gevolg van een hartinfarct. Na enige onduidelijkheid werd de serie Murena voortgezet met een andere tekenaar. Het laatste deel van de reeks De klaagzang van de Verloren Gewesten is afgemaakt door de tekenaar Jérémy, die een leerling van Delaby was.

## Stripverhalen
- Arthur in het Legendarische Koninkrijk (scenario: Yves Duval)
- Bran (scenario Jean-Luc Vernal)
- Jessica Blandy
- De Klaagzang van de Verloren Gewesten '2de cyclus' (scenario: Jean Dufaux)
- Kortverhalen
- Murena (scenario: Jean Dufaux)
- De poolster (scenario: Luc Dellisse)
- Richard Leeuwenhart (scenario: Yves Duval)
- Super Kuifje

- Biblioteca Nacional de España: XX1149566
- Bibliothèque nationale de France: cb13168318t (data)
- Gemeinsame Normdatei: 1112676503
- International Standard Name Identifier: 0000 0001 2282 0761
- Nationale Bibliotheek van Tsjechië: mzk2008458923
- Nederlandse Thesaurus van Auteursnamen: 084849924
- Système universitaire de documentation: 035116161
- Virtual International Authority File: 76452961